# 外債博物館
外債博物館（西班牙語：Museo de la Deuda Externa），是一座位於阿根廷布宜諾斯艾利斯所設立的博物館。博物館以國外借錢的風險作為展覽主題。
博物館於2005年4月29日向公眾開放，位於布宜諾斯艾利斯大學經濟科學學院內。展示了阿根廷自從1810年第一次獨立嘗試到現在的債務歷史、債務增長方式以及負責阿根廷外債的代理等相關歷史。

## 歷史
該博物館於2005年向公眾開放，作為對於國家外债負面影響的課程和案例研究，展覽名為「不再有外債」。其館舍最主要的內容則包括阿根廷經濟危機（1998-2002年）期間，長期經濟衰退引發了2001年12月阿根廷危机。這場經濟危機導致阿根廷外債違約1000億美元，更成為歷史上最大的外債違約。

## 另見
- 阿根廷經濟
- 阿根廷外債的歷史（英语：Historia_de_la_deuda_externa_argentina）

## 外部連結
- 官方網站 （页面存档备份，存于）